# باوند فور جلوري 2018
باوند فور جلوري (2018) هو عرض مصارعة محرفين بقواعد   (الدفع مقابل المشاهدة) هذا العرض تابع لشركة توتال نون ستوب اكشن ريسلنغ. أقيم العرض يوم 14 أكتوبر 2018 سيقام العرض في قاعة ميل روز بال روم في نيويورك سيتي في ولاية نيويورك ويعد هذا العرض هو الذكري الرابعة عشر من سلسلة عروض باوند فور جلوري.

## بناء العرض

### الخلفية
أعلن عن  تاريخ عرض باوند فور جلوري في عرض  سلاميفرسري اكس في أي.

### بناء العدوات
هذا الحدث تضمن مجموعة منأنواع مباريات المصارعة.
في النسخة 6 سبتمبر 2018 من الامباكت كينج وكونان تحدثا مع إدارة اتحاد ال تي إن إيه واتفقا أن نزالهم القادم في عرض باوند فور جلوري سيكون اخر نزال لها وايضا مبارة جون موريسون مع بطل العالم أوستن أرييس في عرض باوند فور جلوي علي لقب التي ان ايه العالم للوزن الثقيل. في 13 سبتمبر 2018 من الامباكت أعلن مباراة بين فريق oVe (سامي كاليهان وديف كريست وجيك كريست) ضد بيناغون دارك وراي فينيكس وبطل الاكس دفجن براين كيدج.
وفي عرض الامباكت 21 سبتمبر أعلن أن ايدي ادواردز
سيواجه موس في عرض باوند فور جلوري.
بعدما نجحت تيسا بلانتشيرد في الدفاع بنحاح عن لقب بطولة الTNA النوك اوتس ضد فابي اباتشي تم الإعلان في عرضامباكت ! بتاريخ 27 سبتمبر ان تايا فالكيري تحدت تيسا بلانتشيرد على لقب النوك اوتس في عرض باوند فور جلوري.

## المبارايات
| رقم المباراة.                                                                       | المباراة *                                                                                 | شرط المباراة                       |
| ----------------------------------------------------------------------------------- | ------------------------------------------------------------------------------------------ | ---------------------------------- |
| 1                                                                                   | فريق ال ايه اكس (اورتيز وسانتانا وكونان) vs. ضد ذا اوه جي زي (هيرنانديز وهوماسيد وذا كينج) | ست رجال مبارة بقواعد الـ وايرفري   |
| 2                                                                                   | اوستن اريس (البطل) vs. جوني امباكت                                                         | مباراة فردية علي لقب Impact Worldp |
| 3                                                                                   | فريق oVe (ديف كريست وجيك كريست وسامي كاليهان) ضد راي فينكس وبانتجون جونيور وبراين كيدج     | مباراة من نوع قواعد الـoVe         |
| - (ب) – تشير للبطل (ابطال) الذين يحملون الالقاب اثناء المباريات *الكارد قابل للتغير |                                                                                            |                                    |

## روابط خارجية
- باوند فور جلوري 2018 على موقع IMDb (الإنجليزية)

## روابط هامة
- Impact Wrestling Official Website